# Adrenalina (låt av Senhit)
Adrenalina är en låt av den italienska sångaren Senhit. Låten släpptes den 8 mars 2021 och representerade San Marino i Eurovision Song Contest 2021 i Rotterdam, Nederländerna. Låten innehåller även bitar med den amerikanska rapparen Flo Rida. En ny omarbetad version med sång från Flo Rida släpptes den 12 mars 2021.

## Eurovision Song Contest
Senhit skulle representerat San Marino i Eurovision Song Contest 2020 med låten "Freaky!", innan tävlingen ställdes in på grund av coronaviruspandemin. Den 16 maj 2020 bekräftade San Marino RTV att Senhit skulle representera San Marino i tävlingen 2021. Ett kort utdrag ur Senhits bidrag släpptes den 7 mars 2021, vilket avslöjade att Flo Rida skulle medverka i låten. Senare förklarade dock teamet bakom bidraget att "Flo Rida har varit en del av produktionen och finns med i musikvideon, men det är ännu inte bestämt om han kommer att medverka på scenen i Rotterdam. Rap-delen kommer att finnas kvar i vilket fall som helst." Efter mycket spekulation om huruvida Flo Rida skulle uppträda personligen tillkännagavs det officiellt den 18 maj 2021, bara två dagar innan Senhit skulle delta i den andra semifinalen den 20 maj, att Flo Rida hade anlänt till Rotterdam och skulle göra Senhit sällskap på scenen.
Låten framfördes i den andra semifinalen och lyckades kvalificera sig vidare till finalen. Bidraget slutade i finalen på 22:a plats med 50 poäng.